# Olin Levi Warner

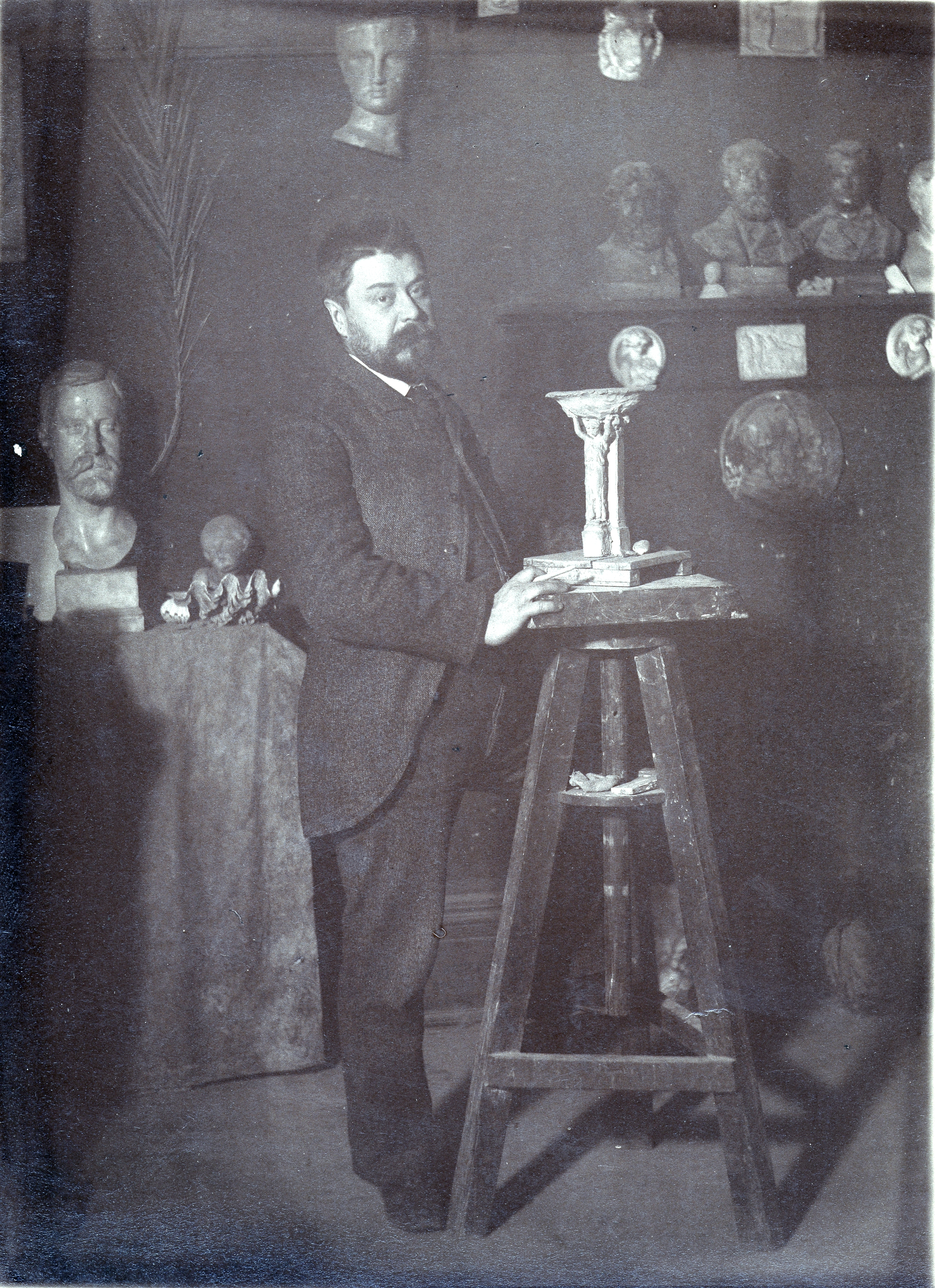
Olin Levi Warner.

Olin Levi Warner, född 9 april 1844 i Suffield, Connecticut, död 14 augusti 1896, var en amerikansk skulptör.
Warner studerade i Paris för François Jouffroy och Jean-Baptiste Carpeaux och var från 1872 bosatt i New York. Han utförde statyer av William Lloyd Garrison och general Charles Devens i Boston, byster, dekorativa verk, lämnade ritningar till bronsdörrar i kongressbiblioteket i Washington med mera.